# 7850 Buenos Aires
För andra betydelser, se Buenos Aires (olika betydelser).
7850 Buenos Aires eller 1996 LH är en asteroid i huvudbältet som upptäcktes den 10 juni 1996 av de båda italienska astronomerna Lucas M. Macri vid Fred Lawrence Whipple-observatoriet. Den är uppkallad efter den argentinska huvudstaden Buenos Aires.
Asteroiden har en diameter på ungefär 3 kilometer.